# العلاقات الإسرائيلية السلوفاكية
العلاقات الإسرائيلية السلوفاكية هي العلاقات الثنائية التي تجمع بين إسرائيل وسلوفاكيا.

## مقارنة بين البلدين
هذه مقارنة عامة ومرجعية للدولتين:
| وجه المقارنة                                              | إسرائيل                                                             | سلوفاكيا                                                       |
| --------------------------------------------------------- | ------------------------------------------------------------------- | -------------------------------------------------------------- |
| المساحة (كم2)                                             | 20.77 ألف                                                           | 49.03 ألف                                                      |
| عدد السكان (نسمة)                                         | 8.89 مليون                                                          | 5.44 مليون                                                     |
| الكثافة السكانية (ن./كم²)                                 | 428.02                                                              | 110.95                                                         |
| العاصمة                                                   | القدس                                                               | براتيسلافا                                                     |
| اللغة الرسمية                                             | اللغة العبرية، اللغة العربية                                        | اللغة السلوفاكية                                               |
| العملة                                                    | شيكل إسرائيلي جديد، شيكل إسرائيلي قديم، جنيه فلسطيني، جنيه إسرائيلي | كرونة سلوفاكية، يورو                                           |
| الناتج المحلي الإجمالي (بليون دولار)                      | 350.85 مليار                                                        | 95.77 مليار                                                    |
| الناتج المحلي الإجمالي (تعادل القوة الشرائية) بليون دولار | 306.51 مليار                                                        | 162.34 مليار                                                   |
| الناتج المحلي الإجمالي الاسمي للفرد دولار أمريكي          | 35.73 ألف                                                           | 16.09 ألف                                                      |
| الناتج المحلي الإجمالي للفرد دولار أمريكي                 | 36.58 ألف                                                           | 30.46 ألف                                                      |
| مؤشر التنمية البشرية                                      | 0.899                                                               | 0.844                                                          |
| رمز المكالمات الدولي                                      | +972                                                                | +421                                                           |
| رمز الإنترنت                                              | .il                                                                 | .sk                                                            |
| المنطقة الزمنية                                           | توقيت إسرائيل، Israel Summer Time ‏                                  | توقيت وسط أوروبا، ت ع م+01:00، ت ع م+02:00، أوروبا/براتيسلافا ‏ |

## مدن متوأمة
في ما يلي قائمة باتفاقيات التوأمة بين مدن إسرائيلية وسلوفاكية:
- ترتبط ريشون لتسيون مع بريشوف باتفاقية توأمة منذ 1986.
- ترتبط القدس مع براتيسلافا باتفاقية توأمة منذ 1982.[17][17][18][18]
- ترتبط إيلات مع بييشتاني باتفاقية توأمة منذ 2012.[19][20][21][22]
- ترتبط هرتسليا مع بانسكا بيستريتسا باتفاقية توأمة منذ 2010.[23]

## منظمات دولية مشتركة
يشترك البلدان في عضوية مجموعة من المنظمات الدولية، منها:
| علم المنظمة | اسم المنظمة                               | تاريخ انضمام إسرائيل | تاريخ انضمام سلوفاكيا |
| ----------- | ----------------------------------------- | -------------------- | --------------------- |
|             | مؤسسة التنمية الدولية                     | 22 ديسمبر 1960       | 1993                  |
|             | يونسكو                                    | 16 سبتمبر 1949       | 9 فبراير 1993         |
|             | وكالة ضمان الاستثمار متعدد الأطراف        | 21 مايو 1992         | 1993                  |
|             | منظمة التعاون الاقتصادي والتنمية          | 7 سبتمبر 2010        | ?                     |
|             | الأمم المتحدة                             | 11 مايو 1949         | 19 يناير 1993         |
|             | الفريق المعني برصد الأرض                  | ?                    | ?                     |
|             | الاتحاد البريدي العالمي                   | ?                    | ?                     |
|             | البنك الدولي للإنشاء والتعمير             | 12 يوليو 1954        | 1993                  |
|             | الاتحاد الدولي للاتصالات                  | 24 يونيو 1948        | 23 فبراير 1993        |
|             | مؤسسة التمويل الدولية                     | 26 سبتمبر 1956       | 1993                  |
|             | المركز الدولي لتسوية المنازعات الاستشارية | 22 يوليو 1983        | 26 يونيو 1994         |
|             | منظمة التجارة العالمية                    | 21 أبريل 1995        | ?                     |
|             | منظمة الشرطة الجنائية الدولية             | ?                    | ?                     |

## أعلام
هذه قائمة لبعض الشخصيات التي تربطها علاقات بالبلدين:
- شاحار بئير (لاعبة كرة مضرب إسرائيلية، 1 مايو 1987 – )

## وصلات خارجية
- موقع وزارة الخارجية الإسرائيلية
- موقع وزارة الخارجية السلوفاكية